# Ribeira da Granja
A Ribeira da Granja é um curso de água português localizado na freguesia da Feteira, concelho de Horta, ilha do Faial, arquipélago dos Açores.
Este curso de água tem origem a uma cota de altitude de cerca de 360 metros nos contrafortes do Pico da Granja.
A sua bacia hidrográfica, procede assim à drenagem de parte dos contrafortes desta elevação, mas também de parte dos contrafortes do Pico de Pedro.
As suas águas depois de se juntarem às águas da Ribeira de Pedro seguem para o Oceano Atlântico, onde desaguam próximo ao Porto da Feteira.